# 李学全
李学全（1932年—），原名李学泉，男，湖南临湘人，中国长笛演奏员，曾任中国音乐家协会理事。